# Sveučilište u Beču
Sveučilište u Beču osnovao je 12. ožujka 1365. Herzog Rudolf IV. i njegova braća Albreht III. i Leopold III., zbog čega ga nazivaju i "Alma Mater Rudolphina". Smatraju ga jednom od najstarijih visokoškolskih ustanova u srednjoj Europi i u njemačkom govornom području. 
Današnja je glavna zgrada Sveučilišta sagrađena između 1871. i 1884. prema projektu austrijskog arhitekta Heinricha von Ferstela. Od 1365. do 1975. to je sveučilište bilo jedina visokoškolska ustanova u Beču: danas broji 63 000 studenata i najveće je sveučilište u glavnom gradu Austrije. Studij je besplatan za građane EU/EEA/CH. Rektor je Georg Winckler.